# Aisinas
Aisinas (en francès Eysines) és una comuna francesa, situada al departament de la Gironda, a Nova Aquitània. El 1999 tenia 18.407 habitants.

## Demografia
| 1962                                       | 1968  | 1975   | 1982   | 1990   | 1999   | 2007   |
| ------------------------------------------ | ----- | ------ | ------ | ------ | ------ | ------ |
| 5.327                                      | 8.026 | 12.719 | 14.760 | 16.391 | 18.407 | 19.207 |
| Des de 1962: població sense dobles comptes |       |        |        |        |        |        |

## Administració
| Període   | Identitat      | Partit |
| --------- | -------------- | ------ |
| 1945-1964 | Raoul Déjean   |        |
| 1964-1970 | René Girol     |        |
| 1970-1977 | Guy Antoune    |        |
| 1977-2008 | Pierre Brana   | PS     |
| 2008-     | Christine Bost | PS     |

## Agermanaments
- Castrillón
- Clonmel/Cluain Meala
- Oneşti
- Sonnino